# Hillsborough (Nuevo Hampshire)
Hillsborough es un pueblo ubicado en el condado de Hillsborough en el estado estadounidense de Nuevo Hampshire. En el Censo de 2010 tenía una población de 6.011 habitantes y una densidad poblacional de 52 personas por km².

## Geografía
Hillsborough se encuentra ubicado en las coordenadas 43°8′48″N 71°57′4″O / 43.14667, -71.95111. Según la Oficina del Censo de los Estados Unidos, Hillsborough tiene una superficie total de 115.6 km², de la cual 113.02 km² corresponden a tierra firme y (2.23%) 2.58 km² es agua.

## Demografía
Según el censo de 2010, había 6.011 personas residiendo en Hillsborough. La densidad de población era de 52 hab./km². De los 6.011 habitantes, Hillsborough estaba compuesto por el 96.37% blancos, el 0.6% eran afroamericanos, el 0.33% eran amerindios, el 0.58% eran asiáticos, el 0.03% eran isleños del Pacífico, el 0.32% eran de otras razas y el 1.76% pertenecían a dos o más razas. Del total de la población el 1.41% eran hispanos o latinos de cualquier raza.